# Elezioni parlamentari in Libia del 2012
Le elezioni parlamentari in Libia del 2012 si sono tenute il 7 luglio.

## Risultati
| Liste                                         | Voti      | %     | Seggi |
| --------------------------------------------- | --------- | ----- | ----- |
| Alleanza delle Forze Nazionali                | 714.769   | 48,14 | 39    |
| Partito della Giustizia e dello Sviluppo      | 152.441   | 10,27 | 17    |
| Unione per la Patria                          | 66.772    | 4,50  | 2     |
| Partito del Fronte Nazionale                  | 60.592    | 4,08  | 3     |
| Partito Centrista Nazionale                   | 59.417    | 4,00  | 2     |
| Assemblea degli Umma Moderati                 | 21.825    | 1,47  | 1     |
| Autenticità e Rinnovamento                    | 18.745    | 1,26  | 1     |
| Partito Nazionale per lo Sviluppo e il Lavoro | 17.158    | 1,16  | 1     |
| Al-Hekma                                      | 17.129    | 1,15  | 1     |
| Altri <1%                                     | 348.022   | 23,42 | 133   |
| Totale                                        | 1.484.723 |       | 200   |